# Most Oporowski
Most Oporowski – most łączący wrocławskie osiedla Oporów i Grabiszyn. Most znajduje się nad rzeką Ślęzą we Wrocławiu. Przy nim znajduje się pętla tramwajowa "Oporów" (linie 4, 11 i 20)
Konstrukcja mostu jest dwuprzęsłowa, elementami nośnymi są belki wolnopodparte współpracujące z płytą żelbetową. Jest to most drogowy, położony w ciągu ulic: Grabiszyńskiej - Solskiego.